# René Sanquer
René Sanquer, né le 7 septembre 1930 à Nantes et mort le 30 mai 2009 à Brest, était un archéologue français.

## Parcours
René Sanquer, dont les parents sont originaires de Plouguerneau, naît en 1930 à Nantes. Il grandit essentiellement dans les Antilles où son père a été muté, revenant en France métropolitaine à la fin de la Seconde Guerre mondiale. Après son baccalauréat, il fait des études d'histoire et obtient son concours d'agrégation. Il revient en 1960 à Brest avec son épouse pour enseigner au lycée de Kerichen jusqu'en 1964. La même année, il rejoint le collège littéraire universitaire brestois en tant qu'assistant agrégé d'Histoire ancienne, avant d'y devenir maître-assistant en 1969 puis maître de conférences jusqu'à sa retraite en 1995.
Entre 1967 et 1981, il écrit dans les Chroniques d'Archéologie antique et médiévale du Bulletin de la Société archéologique du Finistère. Il rédige également des articles pour la revue Gallia et lance en 1974 le bulletin d'information Archéologie en Bretagne. Grâce au réseau d'archéologues amateurs avec qui il travaille, Sanquer a permis la sauvegarde de la « Brigitte du Ménez-Hom », une grande statuette en bronze découverte en 1913 à Kerguily en Dinéault.
Il meurt le 30 mai 2009 à Brest.